# Metaceradocus whakatane
Metaceradocus whakatane är en kräftdjursart. Metaceradocus whakatane ingår i släktet Metaceradocus och familjen Gammaridae. Inga underarter finns listade i Catalogue of Life.